# 駅前 (茨木市)
駅前（えきまえ）は、大阪府茨木市にある地名。2025年現在の行政地名は駅前一丁目から駅前四丁目。

## 地理
茨木市の南東部に位置する。東は元町・大手町、南は西中条町・下中条町・東中条町、西は春日・西駅前町、北は上中条に接する。大阪府道139号線を挟んで南側が西から順に一丁目・三丁目、北側が西から順に二丁目・四丁目がある。

## 歴史

### 沿革
- 1966年（昭和41年）、茨木市上中条・下中条・倍賀・茨木の各一部より駅前1 - 4丁目成立[5]。

## 世帯数と人口
2025年（令和7年）7月31日現在の世帯数と人口は以下の通りである。
| 丁目       | 世帯数    | 人口    |
| ---------- | --------- | ------- |
| 駅前一丁目 | 560世帯   | 1,102人 |
| 駅前二丁目 | 328世帯   | 550人   |
| 駅前三丁目 | 249世帯   | 439人   |
| 駅前四丁目 | 263世帯   | 569人   |
| 計         | 1,400世帯 | 2,660人 |

### 人口の変遷
国勢調査による人口の推移。
| 1995年（平成7年）  | 2,171人 | [ 6 ]  |  |
| 2000年（平成12年） | 1,992人 | [ 7 ]  |  |
| 2005年（平成17年） | 2,240人 | [ 8 ]  |  |
| 2010年（平成22年） | 2,401人 | [ 9 ]  |  |
| 2015年（平成27年） | 2,520人 | [ 10 ] |  |
| 2020年（令和2年）  | 2,559人 | [ 11 ] |  |

### 世帯数の変遷
国勢調査による世帯数の推移。
| 1995年（平成7年）  | 1,023世帯 | [ 6 ]  |  |
| 2000年（平成12年） | 979世帯   | [ 7 ]  |  |
| 2005年（平成17年） | 1,096世帯 | [ 8 ]  |  |
| 2010年（平成22年） | 1,144世帯 | [ 9 ]  |  |
| 2015年（平成27年） | 1,302世帯 | [ 10 ] |  |
| 2020年（令和2年）  | 1,390世帯 | [ 11 ] |  |

## 学区
市立小・中学校に通う場合、学区は以下の通りとなる。
| 丁目       | 番/番地等 | 小学校             | 中学校             |
| ---------- | --------- | ------------------ | ------------------ |
| 駅前一丁目 | 全域      | 茨木市立中条小学校 | 茨木市立養精中学校 |
| 駅前二丁目 | 全域      | 茨木市立中条小学校 | 茨木市立養精中学校 |
| 駅前三丁目 | 全域      | 茨木市立中条小学校 | 茨木市立養精中学校 |
| 駅前四丁目 | 全域      | 茨木市立中条小学校 | 茨木市立養精中学校 |

## 事業所
2021年（令和3年）現在の経済センサス調査による事業所数と従業員数は以下の通りである。
| 丁目       | 事業所数  | 従業員数 |
| ---------- | --------- | -------- |
| 駅前一丁目 | 85事業所  | 677人    |
| 駅前二丁目 | 46事業所  | 452人    |
| 駅前三丁目 | 84事業所  | 1,894人  |
| 駅前四丁目 | 44事業所  | 502人    |
| 計         | 259事業所 | 3,525人  |

## 交通

### 鉄道
- JR西日本東海道本線（JR京都線） - 茨木駅

### バス
2025年8月現在
- 近鉄バス[14]
  - 駅前通り - 茨木市役所前
  - JR茨木東口 - 駅前通り - 市役所南口
- 阪急バス[15]
  - 駅前通り - 茨木市役所前
- 京阪バス[16]
  - 市役所南口 - JR茨木東口 - 駅前通り - 茨木市役所前
  - 駅前通り - 茨木市役所前
- 関西空港交通（運休中）[17]
  - JR茨木駅東口

### 道路
- 大阪府道139号枚方茨木線
- 川端通り
- 桜通り
- 東西通り

## 施設
- 茨木市役所
- 茨木簡易裁判所
- 茨木市立養精中学校
- 茨木市市民総合センター
- 茨木市福祉文化会館
- 茨木市文化・子育て複合施設 おにクル
  - 茨木市立おにクルぶっくぱーく
- 日翔会病院
- 茨木市中央公園

## 郵便
- 郵便番号：567-0888[3]（集配局：茨木郵便局[18]）。

## ギャラリー

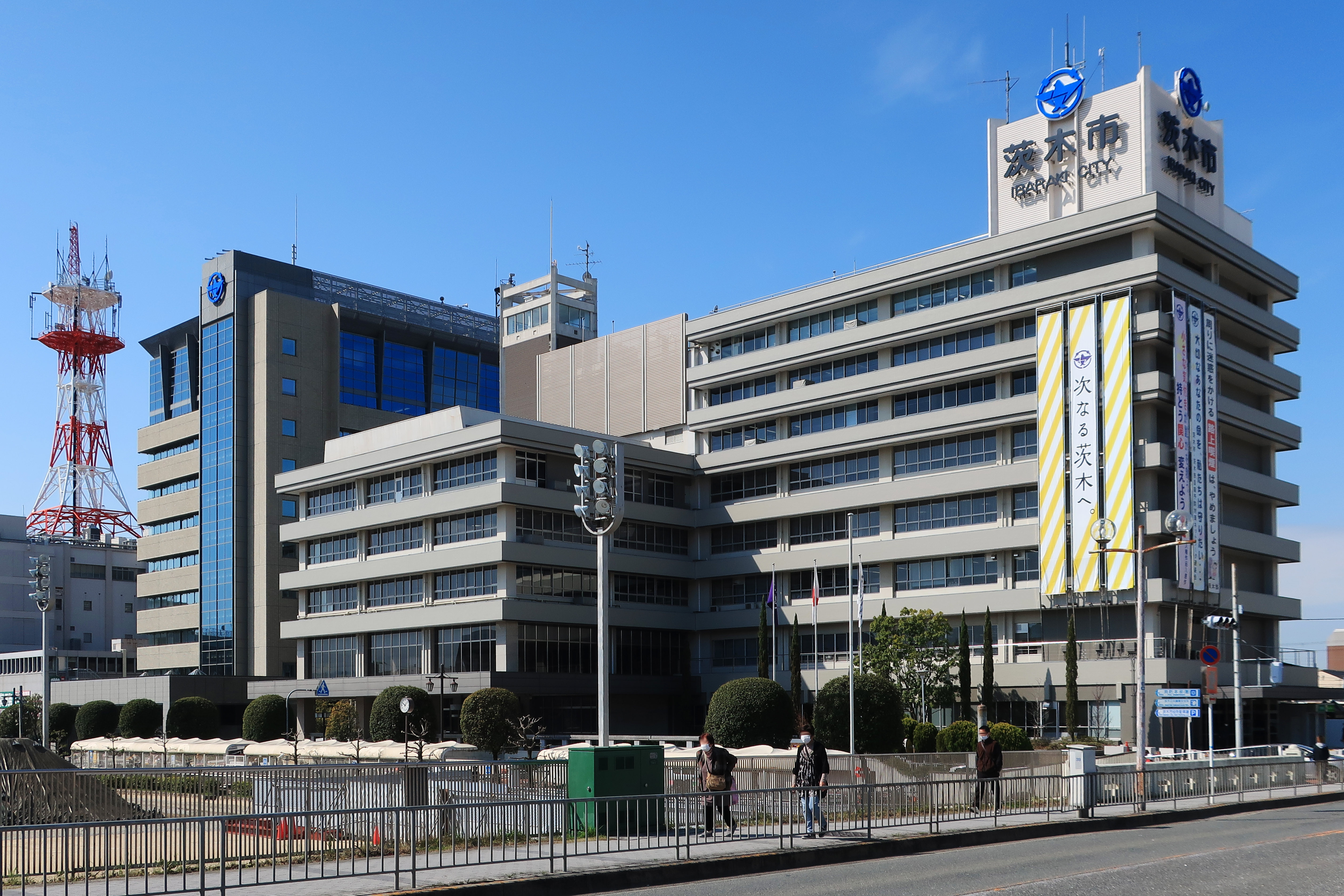
茨木市役所
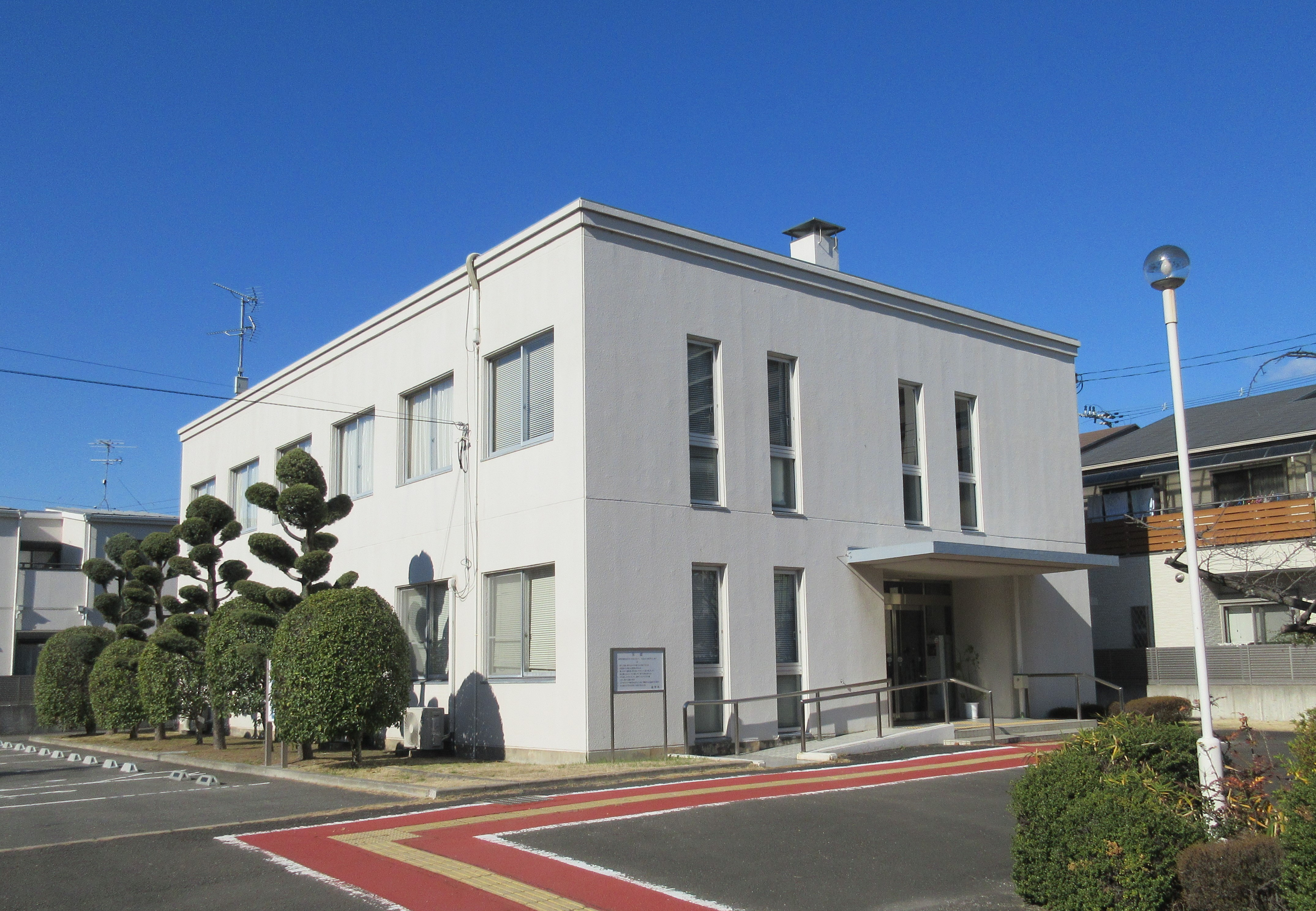
茨木簡易裁判所
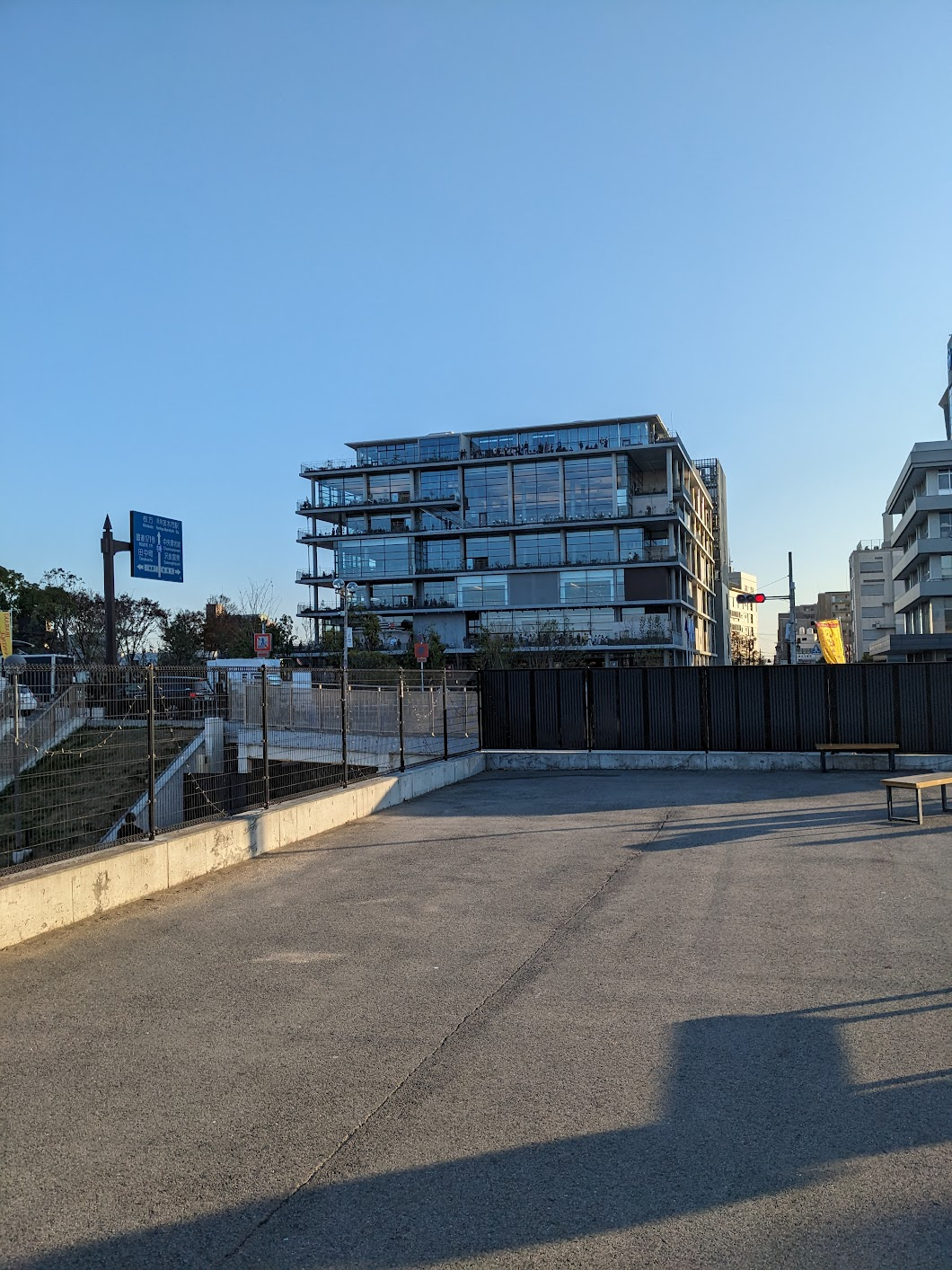
おにクル
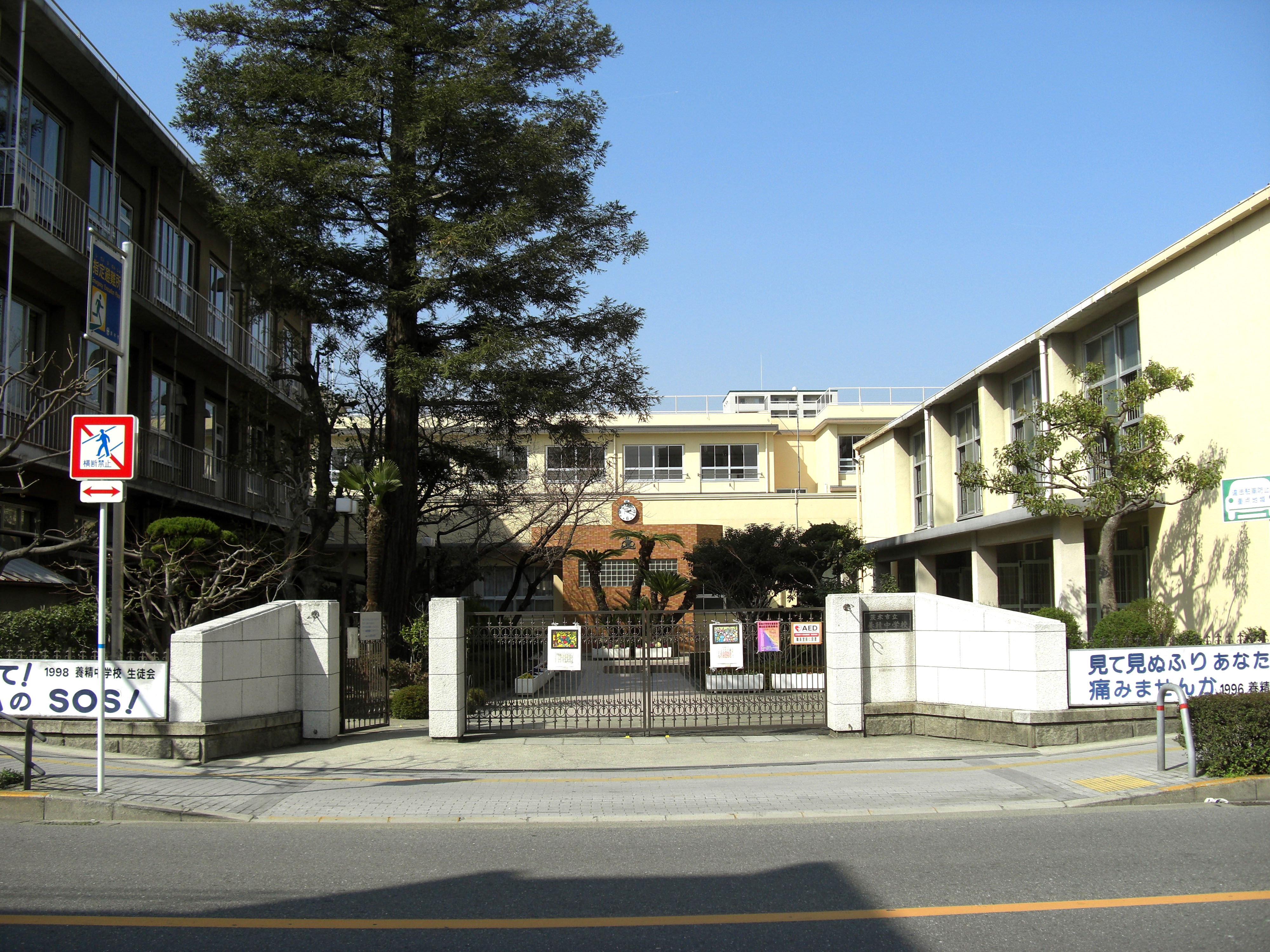
茨木市立養精中学校
JR茨木駅